# Tonus peregrinus

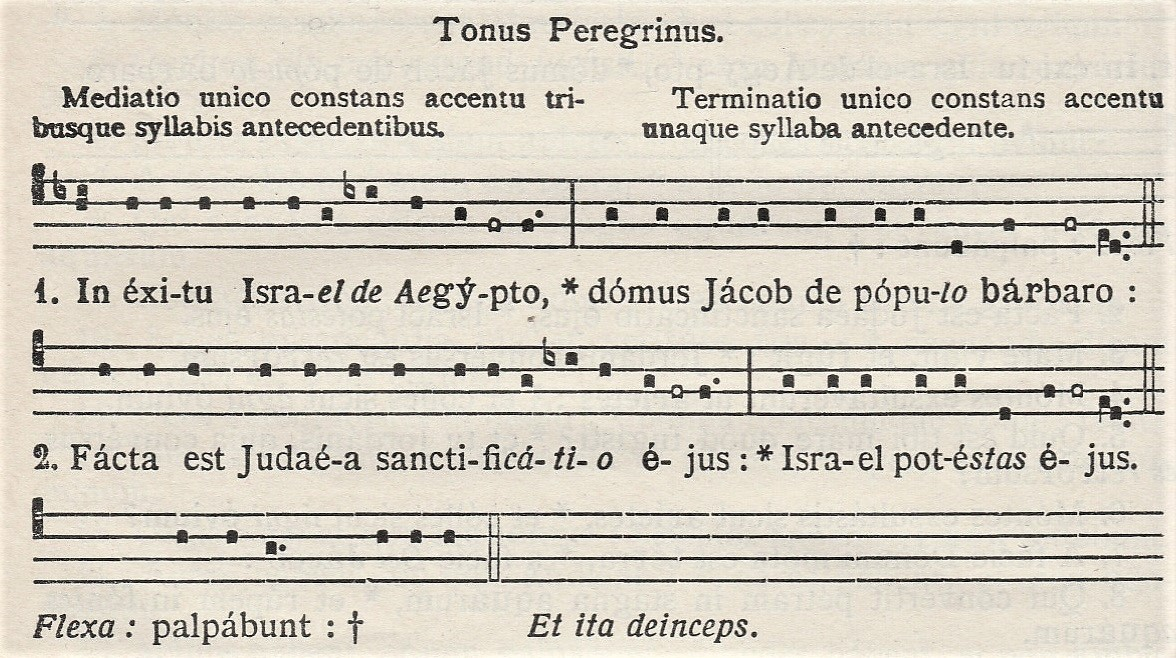
Der Anfang von Psalm 113 im Tonus peregrinus im Liber Usualis

Der Tonus peregrinus (lateinisch für „fremder Ton“) ist ein Psalmton, der von den acht Modi des Gregorianischen Gesangs abweicht. Er wird daher gelegentlich auch als neunter Ton oder neunter Modus bezeichnet (aber nicht zu verwechseln mit dem anderen späteren äolischen Modus).
Er zeichnet sich dadurch aus, dass der Tenor bei der Rezitation der Psalmodie zunächst auf dem Ton A und dann auf dem Ton G liegt und wird daher von einigen auch als „Wanderton“ bezeichnet, insbesondere wenn sich der Wechsel der Schlusstöne mehrfach wiederholt. Ein solcher Wechsel ist bei den jeweils vier authentischen und plagalen Modi nicht vorgesehen, die im frühen Mittelalter als unveränderlich und maßgeblich betrachtet wurden.
Ab dem 9. Jahrhundert entstanden neue Melodien, die nicht immer in das überlieferte Schema der Modi passten. Diese neuen Modi mit wechselnden Halte- oder Schlusstönen wurden auch Parapteres genannt, von denen allerdings nur der Tonus peregrinus langfristig in die Choralbücher übernommen wurde. Die Bezeichnung peregrinus geht in diesem Zusammenhang auf Berno von Reichenau zurück und wurde im 12. Jahrhundert zunächst vor allem im deutschsprachigen Kulturraum verwendet. Die zusammengesetzte Bezeichnung Tonus peregrinus wurde erst seit dem 14. Jahrhundert weiträumig verwendet.

## Beispiele
Im gregorianisch gesungenen Stundengebet wird bei der zweiten Vesper des Sonntags der Psalm 114(113) traditionell im Tonus peregrinus gesungen.
Die vor dem Zweiten Vatikanum in der Lesehore der Trauermette am Karsamstag solistisch vorgesungene, alternative dritte Lesung aus den Klageliedern Jeremias ist im Tonus peregrinus komponiert. Die Einleitung „Incipit Oratio …“ endet auf g und wird mit „… Jeremiae Prophetae“ fortgesetzt, das auf a endet. Die nachfolgenden Halbverse enden abwechselnd mit den Schlusstönen g und a. Der letzte Abschnitt beginnt mit den Worten „Jerusalem, Jerusalem …“, welches auf g endet, und dem Abschluss „… convertere ad Dominum Deum tuum“, das erneut auf a endet.
In der evangelischen Tradition ist der Tonus peregrinus vor allem in Zusammenhang mit dem Magnificat bekannt, so findet sich heute noch die Vertonung des Magnificats für die Stundengebete im Evangelischen Gesangbuch (EG 785.6) im Tonus peregrinus, genau wie im römisch-katholischen Gotteslob (Nr. 631,4). Bach wiederum verwendet ihn im Zusammenhang mit dem Magnificat dreimal: In seinem Magnificat BWV 243 und in der Kantate Meine Seel erhebt den Herren (BWV 10) sowie in der fünfstimmigen Fuga sopra il Magnificat BWV 733 für Orgel. Wolfgang Amadeus Mozart zitiert den Tonus peregrinus in seinem Requiem in der Solo-Sopran-Stelle „Te decet hymnus“ des Introitus (Takt 21–26). Franz Schubert verwendet den Tonus peregrinus in seinem Lied Gretchen am Spinnrade in der ersten Strophe, die als Refrain noch zweimal wiederholt wird. Nach den ersten vier Takten in d-Moll („Meine Ruh ist hin …“) gestaltet Schubert Gretchens völlige Verwirrung in den beiden folgenden Versen („ich finde sie nimmer und nimmermehr“) durch eine Erweiterung auf irreguläre fünf Takte, einen Tritonus am Schluss und eben den Tonus peregrinus, der diesen fünf Takten zugrunde liegt, sodass der Refrain auf C-Dur schließt und infolgedessen erst durch das Zwischenspiel wieder die Grundtonart d-Moll erreicht wird.
Auch in der Rockmusik wird die Modalität des Tonus peregrinus gerne verwendet. Das Stück Child in Time von Deep Purple ist zum Beispiel viertaktig gegliedert und die vier Takte werden von den Akkorden a-Moll, a-Moll, G-Dur und erneut a-Moll dominiert. Auch Uriah Heep verwenden dieses Akkordmodell für ihren Song Lady in Black.